# ويد ميلر
ويد ميلر هو لاعب كرة القدم الكندية كندي، ولد في 10 يونيو 1983 في وينيبيغ في كندا.

## وصلات خارجية
- ويد ميلر على موقع JustSportsStats.com (الإنجليزية)